# Kyrie Irving
Kyrie Andrew Irving(/ ˈkaɪri /; Lakota: Ȟéla, lit. 'Little Mountain'; sinh ngày 23 tháng 3 năm 1992) là một cầu thủ bóng rổ chuyên nghiệp người Mỹ chơi cho đội Dallas Mavericks  của Hiệp hội Bóng rổ Quốc gia Hoa Kỳ (NBA). Anh được vinh danh là Tân binh của năm sau khi được lựa chọn bởi Cleveland Cavaliers với lượt chọn đầu tiên trong kỳ NBA Draft năm 2011. Là người bảy lần được chọn vào All-Star và ba lần là thành viên của đội hình All-NBA, anh ấy đã giành chức vô địch NBA cùng với Cavaliers vào năm 2016.
Irving chơi bóng rổ đại học cho Duke Blue Devils trước khi gia nhập Cavaliers vào năm 2011. Anh ấy đã giành được giải thưởng Cầu thủ giá trị nhất (MVP) cho Trò chơi All-Star 2014. Trong trận chung kết NBA 2016, Irving đã thực hiện thành tích vô địch 3 điểm trên sân để hoàn tất màn lội ngược dòng lịch sử của Cavaliers trước Golden State Warriors. Sau một trận Chung kết khác vào năm 2017, Irving đã yêu cầu một giao dịch và được chuyển đến Boston Celtics. Anh ấy đã chơi với tư cách là một Celtic trong hai mùa giải, sau đó anh ấy ký hợp đồng với Brooklyn Nets với tư cách là cầu thủ tự do vào năm 2019. Anh ấy cũng đã chơi cho đội tuyển quốc gia Hoa Kỳ, anh ấy đã giành được vàng tại Giải bóng rổ FIBA World Cup 2014 và 2016 Thế vận hội mùa hè. Vào tháng 2 năm 2020, anh được bầu làm phó chủ tịch của Hiệp hội Cầu thủ Bóng rổ Quốc gia, thay thế Pau Gasol. 
Anh ấy là thành viên đã ghi danh của Bộ lạc Standing Rock Sioux và là một nhà từ thiện tích cực cho những người Lakota của anh ấy trong khu bảo tồn. Anh ấy đã viết kịch bản, đạo diễn và diễn xuất trong một số quảng cáo với vai diễn "Uncle Drew", bộ phim đã trở thành phim truyện vào năm 2018. Anh ấy đã đóng vai chính mình trong Kickin 'It (2012) và lồng tiếng trong We Bare Bears ( 2016) và Family Guy (2018).

## Đầu đời
Irving sinh tại Melbourne, Úc vào ngày 23 tháng 3 năm 1992; anh là con trai của Drederick Irving và Elizabeth (nhũ danh Larson) Irving, những người Mỹ xa xứ. Anh có một chị gái, Châu Á và một em gái, Luân Đôn. Cha của anh, Drederick, chơi bóng rổ đại học tại Đại học Boston cùng với Shawn Teague (cha của Jeff và Hầu tước Teague) và dưới sự huấn luyện của huấn luyện viên Rick Pitino. Sau khi hoàn thành sự nghiệp đại học của mình, cha của Irving chuyển đến Úc để thi đấu chuyên nghiệp cho Bulleen Boomers trong SEABL. Irvings sống ở ngoại ô Melbourne của Kew trước khi chuyển đến Hoa Kỳ khi Kyrie được hai tuổi. Anh mang hai quốc tịch Mỹ và Úc. 
Mẹ anh, người Mỹ gốc Phi và Lakota, qua đời vì bạo bệnh khi anh lên 4, và Drederick đã nuôi nấng anh cùng với sự giúp đỡ của các dì của Irving. Năm 2004, cha của Irving tái hôn với Shetellia Riley, người vào tháng 3 năm 2022 là đại diện của Kyrie Irving. 
Irving lớn lên ở West Orange, New Jersey, nơi anh thường xuyên tham dự các trận đấu dành cho người lớn của cha mình. Cảm hứng chơi ở NBA của anh ấy đến sau khi chơi tại Continental Airlines Arena trong một chuyến đi đến trường vào năm lớp 4, khi anh ấy tuyên bố, "Tôi sẽ chơi ở NBA, tôi hứa." Irving đã dành nhiều thời gian ở Boston, bao gồm cả ở trại kỹ năng bóng rổ của BU. Irving nói rằng vào năm lớp 5, anh đã được trao học bổng cho Đại học Boston bởi huấn luyện viên trưởng lúc đó là Dennis Wolff. Khi còn là một thiếu niên, Irving chơi cho Road Runners của Liên đoàn điền kinh nghiệp dư (AAU).